# Vidrio de plomo

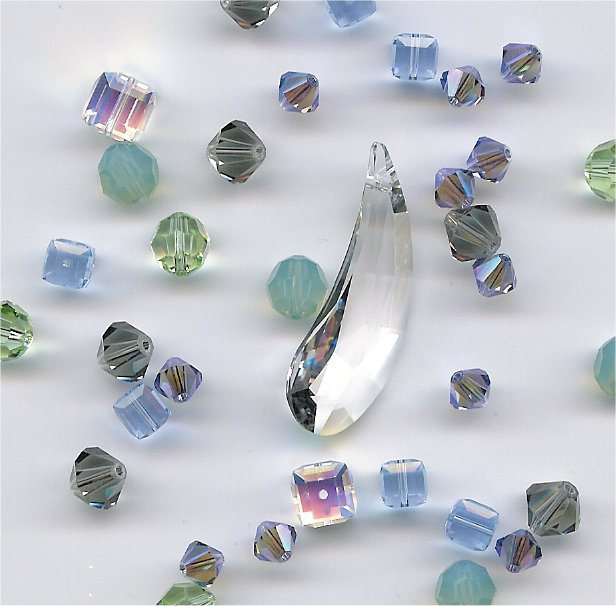
Cuentas de cristal de plomo

El vidrio de plomo es un tipo de vidrio que contiene óxido de plomo en vez de óxido de calcio en su composición. La cantidad de óxido de plomo contenido varía entre un 18 y un 35 por ciento. Para cristal de plomo, una variedad de vidrio de plomo, la cuota tiene que ser por lo menos del 24%. Esta clase de vidrio tiene propiedades ópticas que lo hacen útil sobre todo para fines decorativos o  abstractos.
El término cristal de plomo puede suscitar confusión ya que este carece de estructura cristalina y por tanto se trata de un tipo de vidrio y no de cristal, sin embargo se mantiene por razones históricas y comerciales.

## Propiedades
El añadir óxido de plomo al vidrio aumenta su índice de refracción y además resulta en una temperatura de fundición más baja. Esto facilita el trabajo y la modelación del vidrio. Las propiedades ópticas se deben a la alta densidad del plomo. El brillo depende del índice de refracción, el cual aumenta también la dispersión. La dispersión es una medida para la separación de luz en sus espectros, tal como pasa en un prisma.
El gran radio iónico del ion Pb2+ le proporciona una alta inmovilidad en la retícula atómica y dificulta el movimiento de otros iones; lo que les confiere una alta resistencia eléctrica, unos dos órdenes de magnitud superior que los vidrios alcalinos (108.5 contra 106.5 Ohm·cm, en corriente continua a 250 °C). En consecuencia, los vidrios de plomo son frecuentemente usados en dispositivos de iluminación.
| Uso                                | PbO (% en peso) |
| ---------------------------------- | --------------- |
| Cristales para uso doméstico       | 18–38           |
| Vitrificados y Esmaltes            | 16–35           |
| Vidrios ópticos de alta refracción | 4–65            |
| Protección contra radiaciones      | 2–28            |
| Alta resistencia eléctrica         | 20–22           |
| Soldadura y sellado de vidrios     | 56–77           |

También se emplea en las pantallas de los tubos de rayos catódicos como protección para evitar posibles exposiciones a rayos X.